# Folkton
Folkton är en ort och civil parish i Storbritannien.   Den ligger i grevskapet North Yorkshire och riksdelen England, i den centrala delen av landet, 300 km norr om huvudstaden London. Folkton ligger 55 meter över havet och antalet invånare är 535.
Terrängen runt Folkton är huvudsakligen platt, men den allra närmaste omgivningen är kuperad. Runt Folkton är det ganska tätbefolkat, med 139 invånare per kvadratkilometer. Närmaste större samhälle är Scarborough, 8,9 km norr om Folkton. Trakten runt Folkton består till största delen av jordbruksmark.